# Tiga GC286
Chronologie des modèles
Tiga GC285 (en) Tiga GC287
La Tiga GC286 est une voiture de sport homologuée pour courir dans la catégorie Groupe C2 de la fédération internationale du sport automobile (FISA). Elle a été développée et construite par Tiga Race Cars afin de participer au championnat du monde des voitures de sport ainsi qu'au Championnat IMSA GT. Elle a fini sa carrière dans le championnat Interserie. Deux exemplaires ont été construits et ont été vendus à l'écurie britannique Roy Baker Racing.

## Aspects techniques
En 1986, pour sa première saison, cette voiture a été motorisée par un Ford Cosworth BDT-E 1,7 L I4 Turbo.
En 1987, à partir des 24 Heures de Daytona 1987, le moteur a été remplacé par un Ford Cosworth DFL 3.3L V8 Atmo.